# Dentimargo hesperia
Dentimargo hesperia is een slakkensoort uit de familie van de Marginellidae. De wetenschappelijke naam van de soort is voor het eerst geldig gepubliceerd in 1905 door Sykes.